# Ramon Noguera i Subirà

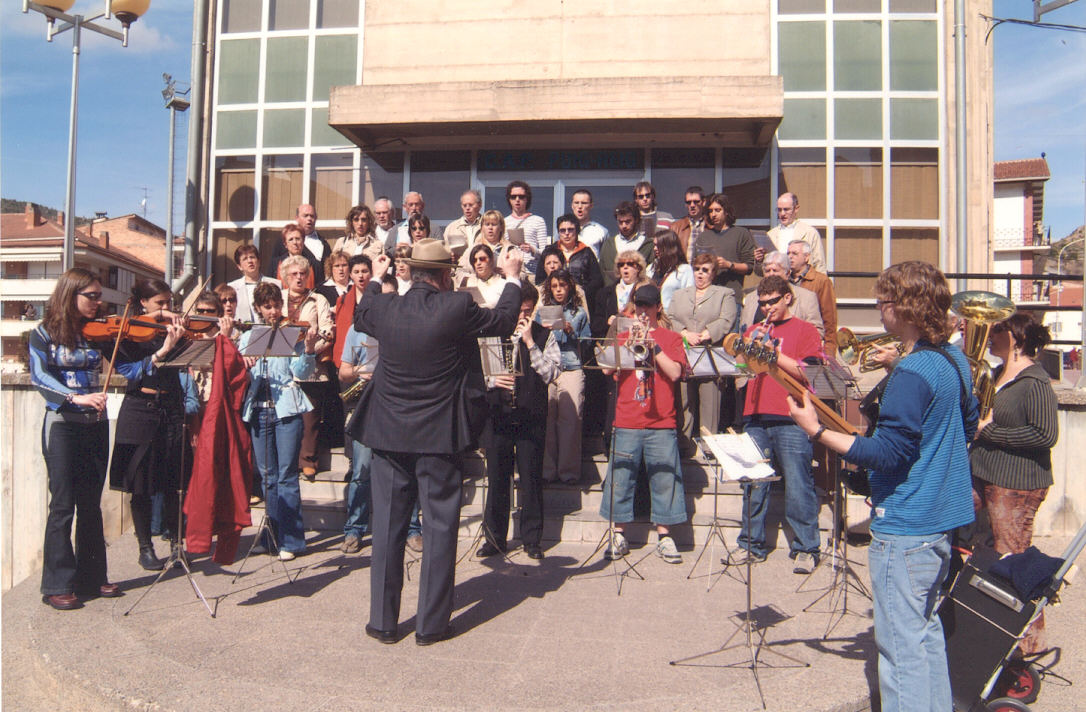
Ramon Noguera dirigint les Caramelles amb la Polifònica de Puig-reig, davant de l'Ajuntament.

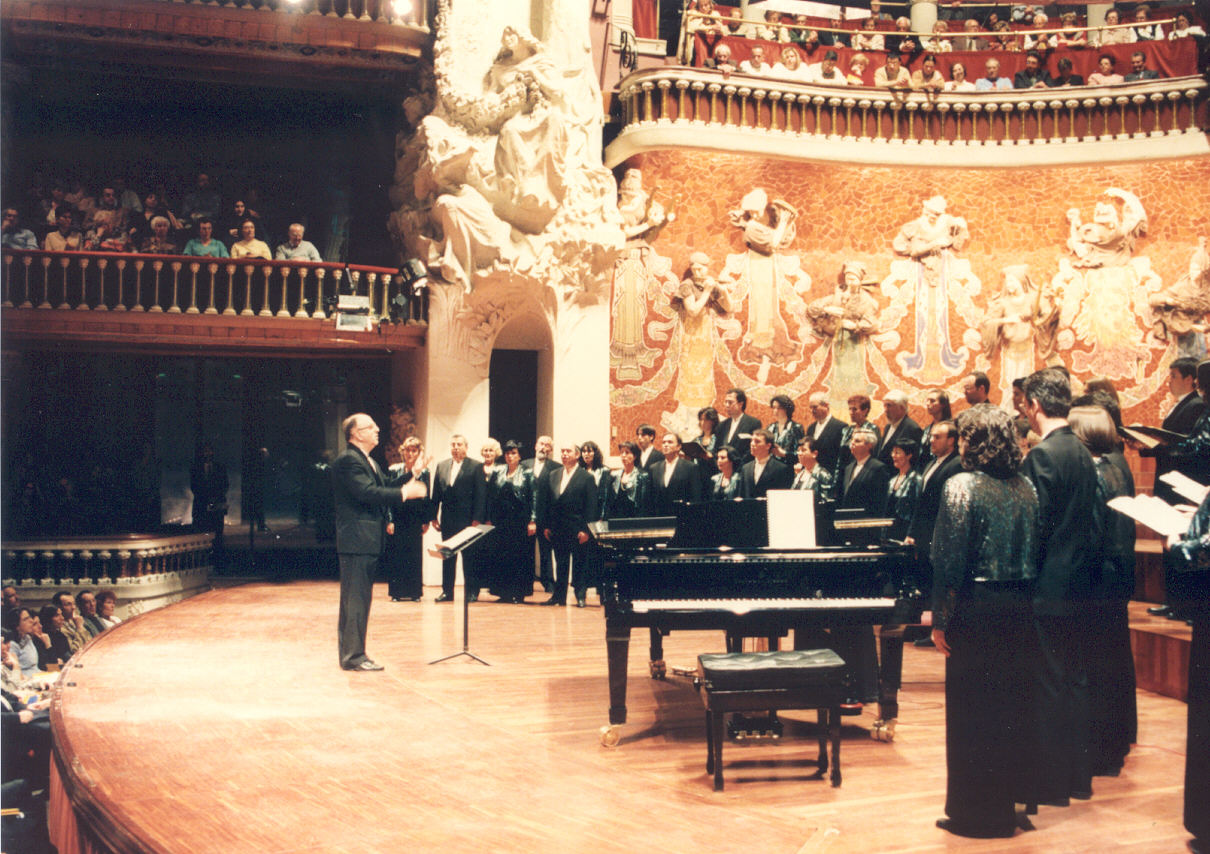
Ramon Noguera dirigint la Polifònica de Puig-reig al Palau de la Música

Ramon Noguera i Subirà (Puig-reig, 6 de novembre de 1937 - 25 de febrer de 2016) fou un músic, director de cor, compositor de sardanes, professor de cant coral i director durant quaranta-sis anys de la Polifònica de Puig-reig.

## Biografia
Va néixer a Puig-reig (Berguedà) el 1937. S'inicià en el cant coral en la seva infantesa cantant, des dels set anys, a l'Escolania Parroquial de Puig-reig, i més endavant, als catorze, a la Schola Cantorum. També va formar part, en la joventut, de la Societat Coral La Unió de Puig-reig, membre de la Federació de Cors de Clavé.
L'any 1956, amb un grup de joves, va fundar la colla Joventut Sardanista. Aquesta colla sardanista fou l'embrió del que esdevindria més endavant la coral Polifònica de Puig-reig. La coral, que va néixer amb el mateix nom de Joventut Sardanista, es va fundar l'any 1968, i l'any següent, el 1969, Ramon Noguera ja es va responsabilitzar de la direcció. Al principi, els membres del cor eren els mateixos que els de la colla sardanista, però amb el temps es van anar diferenciant i distanciant les dues entitats.
La formació musical de Ramon Noguera fou inicialment autodidacta i posteriorment acadèmica. Les primeres nocions de solfeig les va rebre de Mn. Andreu Planas, l'any 1968. En direcció coral, fou alumne de Lluís Virgili (a Manresa, 1969), de Manuel Cabero (a l'Audicor, Barcelona, 1983-1984) i d'Eric Ericson (a Barcelona, 1994). A partir de 1987 va homologar els estudis musicals al Conservatori Superior Municipal de Música de Barcelona, havent estat deixeble del mestre Manuel Oltra en els estudis d'harmonia, contrapunt i formes musicals.
Al capdavant de la Polifònica de Puig-reig va conduir la formació vers un nivell d'excel·lència musical, i amb concerts i actuacions a les sales més prestigioses del país (com el Palau de la Música, L'Auditori, el Liceu, entre altres) i gires internacionals arreu d'Europa i a altres continents.
En nombroses ocasions va dirigir obres corals acompanyades per orquestra de cambra o simfònica, però també eren molt celebrades les seves interpretacions de sardanes dirigint coral i cobla. Cal esmentar, també, les versions o adaptacions per a coral d'obres de teatre musical amb acompanyament d'orquestra.
Ha estat també professor a les escoles municipals de música de Berga i de Puig-reig, on va dirigir diverses formacions corals i instrumentals, a més d'impartir cant coral.
Ramon Noguera fou també un reconegut compositor de sardanes. Algunes de les seves obres són: El demà serà millor, Joiosos infants, Pobrets i alegrets, Pregària de pau, Sant Pere Sallavinera, Vint-i-cinquè aniversari.
Ramon Noguera va ser nomenat Fill Predilecte del poble de Puig-reig el dia 9 d'abril de 2011, per acord del ple extraordinari del consistori. El lliurament d'aquest reconeixement es va celebrar al pavelló municipal de Puig-reig en un acte públic el 12 de juny, per la festa major del poble del mateix any, amb un concert on es van interpretar les peces més destacades de la dilatada trajectòria musical de Ramon Noguera.
Noguera va morir el dia 25 de febrer de 2016 després d'una llarga malaltia.

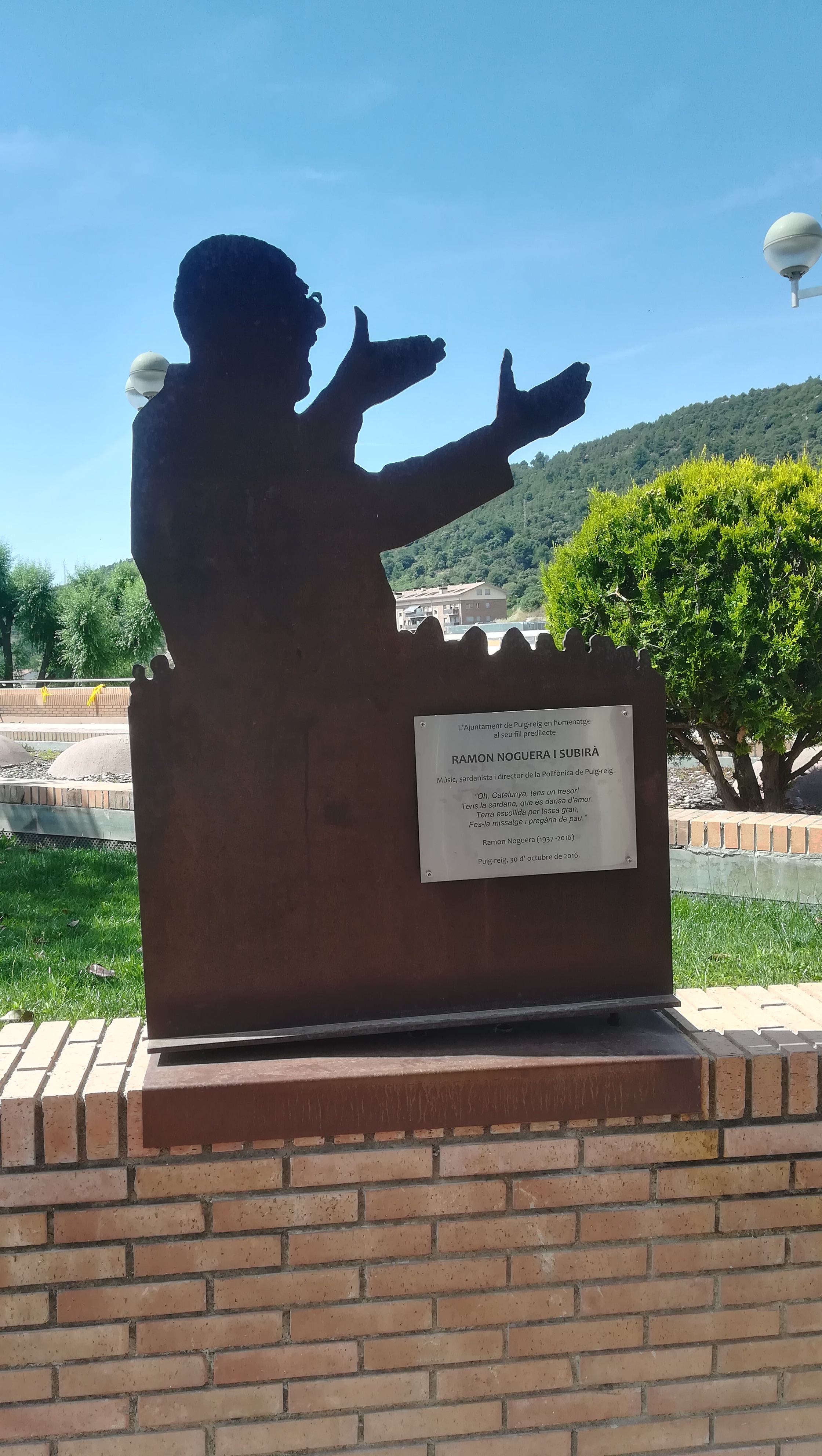
Monument en homenatge a Ramon Noguera